# Institut Hamilton

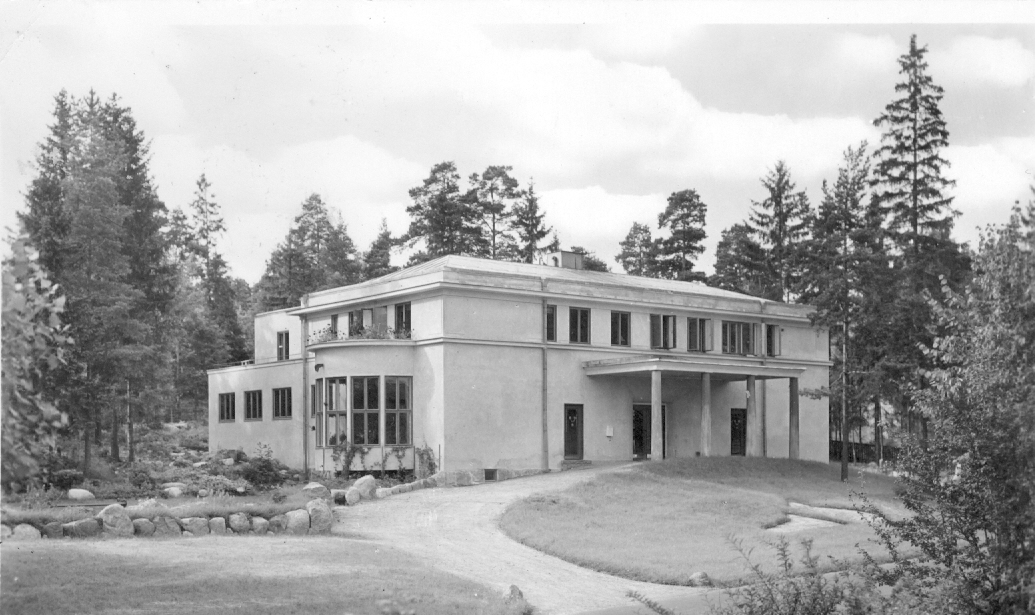
Institut Hamilton

Institut Hamilton var en sjukvårdsinrättning belägen på Nyängsvägen i Bromma där det bedrevs sjukgymnastik och alternativmedicinska behandlingsmetoder såsom elektroterapeutisk högfrekvensbehandling så kallad Zeileistbestrålning.
Institutet drevs av paret Malcolm och Aina Hamilton och startade 1927 på Nyängsvägen 12. Verksamheten växte dock snabbt och det behövdes större och mer ändamålsenliga lokaler. Paret hittade då två lediga tomter på Nyängsvägen 21-23 och den funkisinspirerade byggnaden som stod färdig 1931 ritades av arkitekt Ernst Spolén.
Aina Hamilton avled 1940 men Malcom fortsatte verksamheten i huset fram till 1950. Stockholms stad köpte då huset som sedan hyrdes ut till Svenska lantarbetsgivareföreningen. Malcolm Hamilton flyttade verksamheten till Drömstigen där han fortsatte i mindre skala. Sina sista patienter hade han vid 88 års ålder.
I mitten av 1980-talet revs huset för att ge plats åt två förskolor och fem bostadslägenheter.